# Cayenne (Pflanze)
Capsicum annuum var. acuminatum, oft als Cayenne ([kaˈjɛn]) bezeichnet, ist eine der Art Capsicum annuum zugeordnete Paprika-Varietät. Der Name stammt aus der Sprache der Tupi, in der kyinha in etwa „scharfer Pfeffer“ bedeutet.

## Beschreibung und Systematik
Der Habitus der Pflanzen gleicht dem der meisten Pflanzen der Art Capsicum annuum. Die Früchte sind kegelförmig-aufrecht geformt und sitzen mit einer breiten Basis auf dem Kelch auf. Es existieren rote und gelbe Sorten.
Der Name Cayenne wurde im Laufe der Zeit mehreren Sorten gegeben, die heute teilweise unterschiedlichen Arten zugeordnet werden. Eine vor allem auf kultivierte Paprika bezogene Monographie zur Gattung Capsicum aus dem Jahr 1898 von Henry Clay Irish beschreibt eine Sorte namens Cayenne als Capsicum annuum conoides sowie die Sorten Long Cayenne Red und Long Cayenne Yellow als Capsicum annuum acuminatum. Die von ihm als Capsicum annuum conoides beschriebenen Sorten werden heute jedoch meist der Art Capsicum frutescens zugeordnet, während die heute weiterhin als Cayenne bekannten Arten als Capsicum annuum var. acuminatum geführt werden.

## Verwendung
Die bekannteste Verwendung von Cayennechilis ist das Gewürzpulver Cayennepfeffer, das aus getrockneten und gemahlenen Früchten der Pflanze gewonnen wird. Aber auch ganze Früchte sind getrocknet erhältlich, vor allem, weil sich diese Chilisorte durch ihre dünne Fruchtwand (Perikarp) gut zum Trocknen eignet. Frisch wird die Frucht vor allem in der Cajun-Küche Louisianas benutzt.